# Енгоми
Енгоми (грч. Έγκωμη) је велико насеље на Кипру. Званично Енгоми припада округу Никозија.
Енгоми је велико предграђе главног града Никозије, познато по вилама и амбасадама.

## Природни услови
Насеље Енгоми налази на западним границама Никозије. Енгоми је смештен у подручју главне острвске равнице Месаорије, на приближно 170 метара надморске висине.